# NGC 745
NGC 745 je galaksija u zviježđu Eridan.

## Vanjske poveznice
- SEDS: NGC 745